# Catharina von Platen
Catharina (Catharine) von Platen (* in Mecklenburg; † 1632 vermutlich in Uetersen) war Priorin des Klosters Uetersen.

## Leben
Sie entstammte dem märkischen Adelsgeschlecht von Platen. Catharina von Platen wurde am 16. Juli 1614 zur Vorsteherin des Klosters Uetersen gewählt und war dort von 1614 bis 1632 Priorin. Sie war die Nachfolgerin ihrer mit ihr verfeindeten Vorgängerin Catrine von Gadendorp, eine Verwandte von Sievert von Pogwisch. Ihre jeweiligen Anhänge im Konvent waren ebenfalls miteinander verfeindet. Sie war eine streitbare und allgemein unbeliebte Priorin und machte dem Klosterpropst Dietrich von Ahlefeldt das Leben schwer. Schon vier Monate nach ihrem Amtsantritt wurde Catharina von Platen als „die geborene Mecklenburgerin, seit 20 Jahren oder länger im Kloster“ in große Schwierigkeiten verwickelt. Die verwitwete Katharina Wedemeier erhob Klage „wegen Vergewaltigung durch das Kloster“. Weiterhin warf man ihr vor, sie hätte die Kurzenmoorer Bauern mit vermehrten Fuhrdiensten belegt und die „Widerspenstigen dann verhaften und einkerkern lassen“. Bei einem Protokoll in Elmshorn am 30. Mai 1615 gab Graf Ernst an, „er spüre der Priörin widerwertiges Gemühte“ gegen ihn, doch wisse er nicht, „womit er solches verschuldet habe“. Weitere Gerüchte und Verdächtigungen kamen hinzu und Catharina von Platen wurde des Kindesmordes bezichtigt. Am 5. Juli 1615 wurde von Platen schließlich aus ihrem Haus im Kloster durch zwei von den Kurzenmoorer Bauern gedungene Claudither entführt. Unter Ausstoß „gemeiner Schimpfworte gegen sie“ schleppten sie die Priorin aus dem Haus, stießen sie auf Pferdewagen und fuhren mit ihr, ohne jemanden aus ihrer Dienerschaft mitzunehmen, eilig davon. Sie brachten sie, nur mit dem Nötigsten bekleidet, „auf eine große Heide im Frürsentumb Sachsen“ (Sachsenwald). Einige Tage später kehrte sie mit Unterstützung ihrer Verwandtschaft völlig verstört ins Kloster zurück. Daraufhin erhob sie Klage vor dem herzoglich holsteinischen Landgericht und die Kurzenmoorer Bewohner wurden zur Zahlung von 1000 Reichstalern Satisfaction verurteilt. Die Entführung sorgte im Lande für Aufsehen und erregte viel Gespött. Ihre Nachfolgerin wurde Magdalena von Ucken, sie war die letzte Priorin unter dem Grafen vom Schaumburg.